# Споменик Јоакиму Вујићу
Споменик Јоакиму Вујићу у Крагујевцу, налази се испред зграде Књажевско-српког театра. 
Споменик Јоакиму Вујићу, рад је крагујевачког вајара Николе Јанковића, откривен је 1985. године поводом прославе 150 година од оснивања позоришта у Kрагујевцу.